# Tipula (Pterelachisus) angulata angulata
Tipula (Pterelachisus) angulata angulata is een ondersoort van de tweevleugelige Tipula (Pterelachisus) angulata uit de familie langpootmuggen (Tipulidae). De ondersoort komt voor in het Nearctisch gebied.